# ツギハギ生徒会
『ツギハギ生徒会』（ツギハギせいとかい）は、伊藤正臣による日本の4コマ漫画作品。『週刊少年チャンピオン』（秋田書店）にて2009年1号から2010年30号まで連載された。1話4ページで当初は不定期連載扱いの上、2話掲載が頻繁に行われていた。

## あらすじ
経営危機に陥っている『聖・ヒンコンヌ女子中学校』に通うツクモHLGDSの社長令嬢、九十九円は名前が貧乏そうなせいで節約術に長けた（貧乏人を寄せ集めた）生徒会に副生徒会長として召集されてしまった。果たして生徒会予算0円という窮地の中、学園の赤字を無くすことはできるのか。

## 登場人物
九十九円（つくも まどか）
ツクモHLGDS（ほーるでぃんぐす）の社長令嬢だが名前が貧乏そうなため、貧乏生徒会に召集されてしまった。
お嬢様ではあるが不器用で成績もよくはない。胸が小さいのと体重を気にしている。本名を漢字で書くと激怒する。飽きっぽく、諦めが早い部分もあり、漫画執筆やボウリングを始めるもすぐに挫折している。
一度父親の会社が傾き、本当に貧乏になってしまったがその後持ち直したため難を逃れた。
銭亀たまる（ぜにがめ たまる）
生徒会長。いつも制服の上からツギハギのどてらを着ている。巨大なアホ毛が特徴的。つまみ食いをするなど意地汚い。成績は悪く天然のアホっぷりを遺憾なく発揮している。小柄な事を利用し、銭湯ではごまかして子供料金で入っている。失禁するくらい蜘蛛が苦手。
好きな食べ物ははちの子、つつじの花のみつ。特技は食べられる草と食べられない草の見分け（食べて判別する）。
小金丸フネ（こがねまる フネ）
生徒会役員。メガネを一度もはずしたことがない。成績は優秀で外見も美少女ではあるが、性格は非常に腹黒。金を儲けるアイデアは底なしのように湧く。乗り気ではない円を挑発してその気にさせる事も上手い。
好きな食べ物はおからと高野豆腐。高野豆腐は乾燥状態のまま囓るのが好き。
千両はこね（せんりょう はこね）
生徒会役員。高身長で巨乳、ショートカットで関西弁でしゃべる元気な女の子。脳味噌は完全に筋肉で反応や状況判断が鈍い面も。
好きな食べ物は白いご飯。
ハギニャン＆ツギニャン
生徒会室で買われている校長先生の猫。2匹ともオス。ツギハギ柄がツギニャン。黒猫がハギニャン。
校長先生
貧乏学園の校長。スーツは後ろに布がない変態仕様。経営危機と生徒会役員のバッシングの板挟みにあう可哀想な人。
花月りの（かづき りの）
新聞部の部長。生徒会の悪事を暴き、記事にするために躍起になっている。お子様体型で当たり前のように小学生に間違えられる。疲れるとすぐに寝てしまう。音痴。
九重（ここのえ）
新聞部副部長。いつもりのと行動を共にする黒髪ロングのメガネっ娘。りのとは相思相愛である。
チャン子・デラックス
新聞部兼柔道部所属の巨体女。しかし見た目とは違い性格は至って温厚。柔道は黒帯の腕前。本名は不明。

## 単行本
- 第1巻 2010年4月20日初版発行（2008年4月8日発売）ISBN 978-4253215237